# Naja philippinensis
Espèce
Synonymes
- Naja naja philippinensis Taylor, 1922

Statut de conservation UICN

 NT  : Quasi menacé
Statut CITES
Naja philippinensis ou cobra des Philippines est une espèce de cobra cracheur originaire des régions du nord des Philippines.

## Répartition
Cette espèce est endémique des Philippines. Elle se rencontre sur Luçon, sur Mindoro, sur Masbate et sur Marinduque.

## Description
Le cobra des Philippines du Nord est un serpent trapu de longueur moyenne, capable d'étendre ses longues côtes cervicales comme tous les autres cobras. Il mesure en moyenne entre 1,0 et 1,60 mètre de long. Selon certains, les sous-populations de l'espèce, en particulier les spécimens de l'île de Mindoro, peuvent atteindre les 2 mètres de long, bien que ces revendications n'ont à l'heure actuelle jamais été vérifiées et confirmées. 
La tête de cette espèce est de forme elliptique, légèrement distincte du cou avec un museau court et arrondi et de grandes narines. Les yeux sont de taille modeste, rond et sombres, une caractéristique typique des cobras et des élapidés en général. Les adultes possèdent une robe brune tandis que les juvéniles ont tendance à être plus foncés. Ils ont entre 23 et 27 rangées d'écailles autour du cou. Ce serpent compte entre 182 et 193 écailles ventrales et de 36 à 49 sous-caudales.

## Étymologie
Son nom d'espèce, composé de philippines et du suffixe latin -ensis, « qui vit dans, qui habite », lui a été donné en référence au lieu de sa découverte.

## Publication originale
- Taylor, 1922 : The snakes of the Philippine Islands. Manila (Bureau of Printing or Science), Monograph, vol. 16, p. 1-312 (texte intégral).